# Aldeanueva de Santa Cruz
Aldeanueva de Santa Cruz è un comune spagnolo di 150 abitanti situato nella comunità autonoma di Castiglia e León.